# Radio Blue FM
Radio Blue FM 103,4 ist ein lokaler privater Radiosender in Posen (Polen). Er gehört zur Radio Group (Agora).
Radio Blue FM wurde im Dezember 2002 als Netzwerk mehrerer lokaler Radiosender neugegründet, nachdem die Sendelizenz des Vorgängers Radia Blue FM nicht verlängert wurde. Lokale Stationen des Netzwerks sendeten in Posen, Breslau, Schlesien/Zagłębie (bei Kattowitz), Krakau und Bromberg. Einen inoffiziellen Versuchsbetrieb gab es zeitweilig in Oppeln (heute RMF Maxxx) und Zielona Góra (abgeschaltet). An den ehemaligen Standorten, die auch lokale Fensterprogramme produzierten, senden die Lokalsender entweder ein eigenes Programm oder die Frequenzen wurden von Roxy FM (heute Rock Radio) übernommen.

## Programm
Radio Blue FM sendet ein Hot AC-Format (Hit-orientiertes Begleitprogramm), bestehend aus Hits der 80er Jahre bis heute. Dazu kommen regelmäßige Nachrichten (tagsüber) und kurze Informationsblöcke mit Schwerpunkt aus der Region.

## Empfang
Das Programm ist heute nur in Posen und Umgebung über einen UKW-Sender zu hören sowie als Livestream im Internet.